# Lancelot Blondeel
Lancelot Blondeel, född 1496 och död 1561, var en flamländsk konstnär.
Blondeel var verksam i Brygge, där han åtnjöt högt anseende även som praktiskt kekniker. Av Blondeel finns teckningar till skulpturverk och dekorationer, målade gilefanor och kartonger för vävda tapeter med mera. Blondeel utförde tillsammans med Jan van Scorel en omsorgsfull restaurering av Hubert och Jan van Eycks Gentaltare.